# Gmina miejska Obrenovac
Gmina miejska Obrenovac (serb. Gradska opština Obrenovac / Градска општина Обреновац) – gmina miejska w Serbii, w mieście Belgrad. W 2018 roku liczyła 72 124 mieszkańców.